# Super Bowl győztesek listája
A Super Bowl egy évente megrendezésre kerülő amerikaifutball-mérkőzés, ahol eldől, hogy ki a National Football League (NFL) bajnoka. A rendezvénynek az Egyesült Államok egyik városa ad otthont, melyet 3-4 évvel korábban választanak ki. 1971 óta az AFC és az NFC rájátszásának győztesei vesznek részt a találkozón. Az AFL-NFL egyesülését megelőzően a két liga egy világbajnoki mérkőzésen találkozott. Az 1969-es Super Bowl III volt az első Super Bowl, aminél a "Super Bowl" elnevezést használták. Az NFC csapatai 29, az AFC csapatai 29 győzelmet szereztek 2024-ig. Emellett húsz különböző franchise nyert Super Bowlt. Az NFL és az AFL két-két világbajnokságot nyert.

Hatszor a Pittsburgh Steelers (6–2) és a New England Patriots (6–5) nyert Super Bowlt. A Dallas Cowboys, a San Francisco 49ers öt győzelemmel rendelkezik (Cowboys 5–3, 49ers 5–2). A New England Patriotsnak van a legtöbb Super Bowl részvétele, 11 alkalommal játszottak. A Dallas, a Pittsburgh Steelers és a Denver Broncos 8-szor szerepelt. A Denver és a New England veszített Super Bowlt legtöbbször, összesen öt alkalommal.

## Super Bowl mérkőzések
| National Football League (NFL, 1967–1970)         | American Football League (AFL, 1967–1970)         |
| ------------------------------------------------- | ------------------------------------------------- |
| NFL bajnok                                        | AFL bajnok                                        |
| National Football Conference (NFC, 1971–jelenleg) | American Football Conference (AFC, 1971–jelenleg) |
| NFC bajnok                                        | AFC bajnok                                        |

Zárójelben a következő adatok szerepelnek:
- A győztes és a vesztes oszlopokban: az adott csapat addigi Super Bowl részvételeinek száma
- A helyszín oszlopban: a Super Bowlnak addig hányadszor adott otthont a helyszín (stadion)
- A város oszlopban: a Super Bowlnak addig hányadszor adott otthont a város

| #       | Dátum             | Győztes                   | E            | Vesztes                   | Helyszín                          | Város                       | Nézők   | Hiv.          |
| ------- | ----------------- | ------------------------- | ------------ | ------------------------- | --------------------------------- | --------------------------- | ------- | ------------- |
| I       | 1967. január 15.  | Green Bay Packers         | 35–10        | Kansas City Chiefs        | Los Angeles Memorial Coliseum     | Los Angeles, Kalifornia     | 61 946  | [ 3 ]         |
| II      | 1968. január 14.  | Green Bay Packers (2)     | 33–14        | Oakland Raiders           | Orange Bowl                       | Miami, Florida              | 75 546  | [ 4 ]         |
| III     | 1969. január 12.  | New York Jets             | 16–7         | Baltimore Colts           | Orange Bowl (2)                   | Miami, Florida (2)          | 75 389  | [ 5 ]         |
| IV      | 1970. január 11.  | Kansas City Chiefs (2)    | 23–7         | Minnesota Vikings         | Tulane Stadium                    | New Orleans, Louisiana      | 80 562  | [ 6 ]         |
| V       | 1971. január 17.  | Baltimore Colts (2)       | 16–13        | Dallas Cowboys            | Orange Bowl (3)                   | Miami, Florida (3)          | 79 204  | [ 7 ]         |
| VI      | 1972. január 16.  | Dallas Cowboys (2)        | 24–3         | Miami Dolphins            | Tulane Stadion (2)                | New Orleans, Louisiana (2)  | 81 023  | [ 8 ]         |
| VII     | 1973. január 14.  | Miami Dolphins (2)        | 14–7         | Washington Redskins       | Los Angeles Memorial Coliseum (2) | Los Angeles, Kalifornia (2) | 90 182  | [ 9 ]         |
| VIII    | 1974. január 13.  | Miami Dolphins (3)        | 24–7         | Minnesota Vikings (2)     | Rice Stadium                      | Houston, Texas              | 71 882  | [ 10 ]        |
| IX      | 1975. január 12.  | Pittsburgh Steelers       | 16–6         | Minnesota Vikings (3)     | Tulane Stadion (3)                | New Orleans, Louisiana (3)  | 80 997  | [ 11 ]        |
| X       | 1976. január 18.  | Pittsburgh Steelers (2)   | 21–17        | Dallas Cowboys (3)        | Orange Bowl (4)                   | Miami, Florida (4)          | 80 187  | [ 12 ]        |
| XI      | 1977. január 9.   | Oakland Raiders (2)       | 32–14        | Minnesota Vikings (4)     | Rose Bowl                         | Pasadena, Kalifornia (3)    | 103 438 | [ 13 ]        |
| XII     | 1978. január 15.  | Dallas Cowboys (4)        | 27–10        | Denver Broncos            | Louisiana Superdome               | New Orleans, Louisiana (4)  | 76 400  | [ 14 ]        |
| XIII    | 1979. január 21.  | Pittsburgh Steelers (3)   | 35–31        | Dallas Cowboys (5)        | Orange Bowl (5)                   | Miami, Florida (5)          | 79 484  | [ 15 ]        |
| XIV     | 1980. január 20.  | Pittsburgh Steelers (4)   | 31–19        | Los Angeles Rams          | Rose Bowl (2)                     | Pasadena, Kalifornia (4)    | 103 985 | [ 16 ]        |
| XV      | 1981. január 25.  | Oakland Raiders (3)       | 27–10        | Philadelphia Eagles       | Louisiana Superdome (2)           | New Orleans, Louisiana (5)  | 76 135  | [ 17 ]        |
| XVI     | 1982. január 24.  | San Francisco 49ers       | 26–21        | Cincinnati Bengals        | Pontiac Silverdome                | Pontiac, Michigan           | 81 270  | [ 18 ]        |
| XVII    | 1983. január 30.  | Washington Redskins (2)   | 27–17        | Miami Dolphins (4)        | Rose Bowl (3)                     | Pasadena, Kalifornia (5)    | 103 667 | [ 19 ]        |
| XVIII   | 1984. január 22.  | Los Angeles Raiders (4)   | 38–9         | Washington Redskins (3)   | Tampa Stadium                     | Tampa, Florida              | 72 920  | [ 20 ]        |
| XIX     | 1985. január 20.  | San Francisco 49ers (2)   | 38–16        | Miami Dolphins (5)        | Stanford Stadium                  | Stanford, Kalifornia        | 84 059  | [ 21 ]        |
| XX      | 1986. január 26.  | Chicago Bears             | 46–10        | New England Patriots      | Louisiana Superdome (3)           | New Orleans, Louisiana (6)  | 73 818  | [ 22 ]        |
| XXI     | 1987. január 25.  | New York Giants           | 39–20        | Denver Broncos (2)        | Rose Bowl (4)                     | Pasadena, Kalifornia (6)    | 101 063 | [ 23 ]        |
| XXII    | 1988. január 31.  | Washington Redskins (4)   | 42–10        | Denver Broncos (3)        | Jack Murphy Stadium               | San Diego, Kalifornia       | 73 302  | [ 24 ]        |
| XXIII   | 1989. január 22.  | San Francisco 49ers (3)   | 20–16        | Cincinnati Bengals (2)    | Joe Robbie Stadium                | Miami, Florida (6)          | 75 129  | [ 25 ]        |
| XXIV    | 1990. január 28.  | San Francisco 49ers (4)   | 55–10        | Denver Broncos (4)        | Louisiana Superdome (4)           | New Orleans, Louisiana (7)  | 72 919  | [ 26 ]        |
| XXV     | 1991. január 27.  | New York Giants (2)       | 20–19        | Buffalo Bills             | Tampa Stadium (2)                 | Tampa, Florida (2)          | 73 813  | [ 27 ]        |
| XXVI    | 1992. január 26.  | Washington Redskins (5)   | 37–24        | Buffalo Bills (2)         | Metrodome                         | Minneapolis, Minnesota      | 63 130  | [ 28 ]        |
| XXVII   | 1993. január 31.  | Dallas Cowboys (6)        | 52–17        | Buffalo Bills (3)         | Rose Bowl (5)                     | Pasadena, Kalifornia (7)    | 98 374  | [ 29 ]        |
| XXVIII  | 1994. január 30.  | Dallas Cowboys (7)        | 30–13        | Buffalo Bills (4)         | Georgia Dome                      | Atlanta, Georgia            | 72 817  | [ 30 ]        |
| XXIX    | 1995. január 29.  | San Francisco 49ers (5)   | 49–26        | San Diego Chargers        | Joe Robbie Stadium (2)            | Miami, Florida (7)          | 74 107  | [ 31 ]        |
| XXX     | 1996. január 28.  | Dallas Cowboys (8)        | 27–17        | Pittsburgh Steelers (5)   | Sun Devil Stadium                 | Tempe, Arizona              | 76 347  | [ 32 ]        |
| XXXI    | 1997. január 26.  | Green Bay Packers (3)     | 35–21        | New England Patriots (2)  | Louisiana Superdome (5)           | New Orleans, Louisiana (8)  | 72 301  | [ 33 ]        |
| XXXII   | 1998. január 25.  | Denver Broncos (5)        | 31–24        | Green Bay Packers (4)     | Qualcomm Stadium (2)              | San Diego, Kalifornia (2)   | 68 912  | [ 34 ]        |
| XXXIII  | 1999. január 31.  | Denver Broncos (6)        | 34–19        | Atlanta Falcons           | Pro Player Stadion (3)            | Miami, Florida (8)          | 74 803  | [ 35 ]        |
| XXXIV   | 2000. január 30.  | St. Louis Rams (2)        | 23–16        | Tennessee Titans          | Georgia Dome (2)                  | Atlanta, Georgia (2)        | 72 625  | [ 36 ]        |
| XXXV    | 2001. január 28.  | Baltimore Ravens          | 34–7         | New York Giants (3)       | Raymond James Stadium             | Tampa, Florida (3)          | 71 921  | [ 37 ]        |
| XXXVI   | 2002. február 3.  | New England Patriots (3)  | 20–17        | St. Louis Rams (3)        | Louisiana Superdome (6)           | New Orleans, Louisiana (9)  | 72 922  | [ 38 ]        |
| XXXVII  | 2003. január 26.  | Tampa Bay Buccaneers      | 48–21        | Oakland Raiders (5)       | Qualcomm Stadium (3)              | San Diego, Kalifornia (3)   | 67 603  | [ 39 ]        |
| XXXVIII | 2004. február 1.  | New England Patriots (4)  | 32–29        | Carolina Panthers         | Reliant Stadium                   | Houston, Texas (2)          | 71 525  | [ 40 ]        |
| XXXIX   | 2005. február 6.  | New England Patriots (5)  | 24–21        | Philadelphia Eagles (2)   | ALLTEL Stadium                    | Jacksonville, Florida       | 78 125  | [ 41 ]        |
| XL      | 2006. február 5.  | Pittsburgh Steelers (6)   | 21–10        | Seattle Seahawks          | Ford Field                        | Detroit, Michigan (2)       | 68 206  | [ 42 ]        |
| XLI     | 2007. február 4.  | Indianapolis Colts (3)    | 29–17        | Chicago Bears (2)         | Dolphin Stadium (4)               | Miami, Florida (9)          | 74 512  | [ 43 ]        |
| XLII    | 2008. február 3.  | New York Giants (4)       | 17–14        | New England Patriots (6)  | University of Phoenix Stadium     | Glendale, Arizona (2)       | 71 101  | [ 44 ]        |
| XLIII   | 2009. február 1.  | Pittsburgh Steelers (7)   | 27–23        | Arizona Cardinals         | Raymond James Stadium (2)         | Tampa, Florida (4)          | 70 774  | [ 45 ]        |
| XLIV    | 2010. február 7.  | New Orleans Saints        | 31–17        | Indianapolis Colts (4)    | Sun Life Stadium (5)              | Miami, Florida (10)         | 74 059  | [ 46 ]        |
| XLV     | 2011. február 6.  | Green Bay Packers (5)     | 31–25        | Pittsburgh Steelers (8)   | Cowboys Stadium                   | Arlington, Texas            | 103 219 | [ 47 ]        |
| XLVI    | 2012. február 5.  | New York Giants (5)       | 21–17        | New England Patriots (7)  | Lucas Oil Stadium                 | Indianapolis, Indiana       | 68 658  | [ 48 ]        |
| XLVII   | 2013. február 3.  | Baltimore Ravens (2)      | 34–31        | San Francisco 49ers (6)   | Mercedes-Benz Superdome (7)       | New Orleans, Louisiana (10) | 71 024  | [ 49 ]        |
| XLVIII  | 2014. február 2.  | Seattle Seahawks (2)      | 43–8         | Denver Broncos (7)        | MetLife Stadium                   | East Rutherford, New Jersey | 82 529  | [ 50 ]        |
| XLIX    | 2015. február 1.  | New England Patriots (8)  | 28–24        | Seattle Seahawks (3)      | University of Phoenix Stadium (2) | Glendale, Arizona (3)       | 70 288  | [ 51 ]        |
| 50      | 2016. február 7.  | Denver Broncos (8)        | 24–10        | Carolina Panthers (2)     | Levi’s Stadion                    | Santa Clara, Kalifornia (2) | 71 088  | [ 52 ] [ 53 ] |
| LI      | 2017. február 5.  | New England Patriots (9)  | 34–28 (h.u.) | Atlanta Falcons (2)       | NRG Stadium (2)                   | Houston, Texas (3)          | 70 807  | [ 52 ] [ 53 ] |
| LII     | 2018. február 4.  | Philadelphia Eagles (3)   | 41–33        | New England Patriots (10) | U.S. Bank Stadium                 | Minneapolis, Minnesota (2)  | 67 612  | [ 54 ] [ 55 ] |
| LIII    | 2019. február 3.  | New England Patriots (11) | 13–3         | Los Angeles Rams (4)      | Mercedes-Benz Stadium             | Atlanta, Georgia (3)        | 70 081  | [ 56 ] [ 57 ] |
| LIV     | 2020. február 2.  | Kansas City Chiefs (3)    | 31–20        | San Francisco 49ers (7)   | Hard Rock Stadion (6)             | Miami, Florida (11)         | 62 417  | [ 56 ] [ 57 ] |
| LV      | 2021. február 7.  | Tampa Bay Buccaneers (2)  | 31–9         | Kansas City Chiefs (4)    | Raymond James Stadium (3)         | Tampa, Florida (5)          | 24 835  | [ 56 ] [ 57 ] |
| LVI     | 2022. február 13. | Los Angeles Rams (5)      | 23–20        | Cincinnati Bengals (3)    | SoFi Stadion                      | Inglewood, Kalifornia (8)   | 70 048  | [ 56 ] [ 57 ] |
| LVII    | 2023. február 12. | Kansas City Chiefs (5)    | 38–35        | Philadelphia Eagles (4)   | State Farm Stadion (3)            | Glendale, Arizona (4)       | 67 827  | [ 58 ]        |
| LVIII   | 2024. február 11. | Kansas City Chiefs (6)    | 25–22 (h.u.) | San Francisco 49ers (8)   | Allegiant Stadion                 | Paradise, Nevada            | 61 629  | [ 58 ] [ 59 ] |
| LIX     | 2025. február 9.  | Philadelphia Eagles (5)   | 40–22        | Kansas City Chiefs (7)    | Caesars Superdome (8)             | New Orleans, Louisiana (11) | 65 719  | [ 60 ]        |
| LX      | 2026. február 8.  |                           |              |                           | Levi’s Stadion (2)                | Santa Clara, Kalifornia (3) |         |               |
| LXI     | 2027. február 14. |                           |              |                           | SoFi Stadion (2)                  | Inglewood, Kalifornia (9)   |         |               |

## Részvételek
Az alábbi táblázat az 1966–2024-ig megrendezett NFL-szezonok, azaz az 1967–2025 között megrendezett 59 Super Bowl adatait tartalmazza. A félkövérrel jelzett évben a csapat megnyerte a Super Bowlt.
| NFL/NFC csapatok (30 győzelem) |
| AFL/AFC csapatok (27 győzelem) |
| NFL/AFC csapat (2 győzelem)    |

| Részv. | Csapat                                     | Gy | V | Arány | Szezon(ok)                                                       |
| ------ | ------------------------------------------ | -- | - | ----- | ---------------------------------------------------------------- |
| 11     | New England Patriots                       | 6  | 5 | 54,5% | 1985, 1996, 2001, 2003, 2004, 2007, 2011, 2014, 2016, 2017, 2018 |
| 8      | Pittsburgh Steelers                        | 6  | 2 | 75,0% | 1974, 1975, 1978, 1979, 1995, 2005, 2008, 2010                   |
| 8      | San Francisco 49ers                        | 5  | 3 | 62,5% | 1981, 1984, 1988, 1989, 1994, 2012, 2019, 2023                   |
| 8      | Dallas Cowboys                             | 5  | 3 | 62,5% | 1970, 1971, 1975, 1977, 1978, 1992, 1993, 1995                   |
| 8      | Denver Broncos                             | 3  | 5 | 37,5% | 1977, 1986, 1987, 1989, 1997, 1998, 2013, 2015                   |
| 7      | Kansas City Chiefs                         | 4  | 3 | 57,1% | 1966, 1969, 2019, 2020, 2022, 2023, 2024                         |
| 5      | Green Bay Packers                          | 4  | 1 | 80,0% | 1966, 1967, 1996, 1997, 2010                                     |
| 5      | New York Giants                            | 4  | 1 | 80,0% | 1986, 1990, 2000, 2007, 2011                                     |
| 5      | Washington Commanders                      | 3  | 2 | 60,0% | 1972, 1982, 1983, 1987, 1991                                     |
| 5      | Oakland / Los Angeles / Las Vegas Raiders  | 3  | 2 | 60,0% | 1967, 1976, 1980, 1983, 2002                                     |
| 5      | Miami Dolphins                             | 2  | 3 | 40,0% | 1971, 1972, 1973, 1982, 1984                                     |
| 5      | Philadelphia Eagles                        | 2  | 3 | 40,0% | 1980, 2004, 2017, 2022, 2024                                     |
| 5      | St. Louis / Los Angeles Rams               | 2  | 3 | 40,0% | 1979, 1999, 2001, 2018, 2021                                     |
| 4      | Baltimore / Indianapolis Colts             | 2  | 2 | 50,0% | 1968, 1970, 2006, 2009                                           |
| 4      | Minnesota Vikings                          | 0  | 4 | 0%    | 1969, 1973, 1974, 1976                                           |
| 4      | Buffalo Bills                              | 0  | 4 | 0%    | 1990, 1991, 1992, 1993                                           |
| 3      | Seattle Seahawks                           | 1  | 2 | 33,3% | 2005, 2013, 2014                                                 |
| 3      | Cincinnati Bengals                         | 0  | 3 | 0%    | 1981, 1988, 2021                                                 |
| 2      | Baltimore Ravens                           | 2  | 0 | 100%  | 2000, 2012                                                       |
| 2      | Tampa Bay Buccaneers                       | 2  | 0 | 100%  | 2002, 2020                                                       |
| 2      | Chicago Bears                              | 1  | 1 | 50,0% | 1985, 2006                                                       |
| 2      | Carolina Panthers                          | 0  | 2 | 0%    | 2003, 2015                                                       |
| 2      | Atlanta Falcons                            | 0  | 2 | 0%    | 1998, 2016                                                       |
| 1      | New York Jets                              | 1  | 0 | 100%  | 1968                                                             |
| 1      | New Orleans Saints                         | 1  | 0 | 100%  | 2009                                                             |
| 1      | San Diego / Los Angeles Chargers           | 0  | 1 | 0%    | 1994                                                             |
| 1      | Houston Oilers / Tennessee Oilers / Titans | 0  | 1 | 0%    | 1999                                                             |
| 1      | St. Louis / Phoenix / Arizona Cardinals    | 0  | 1 | 0%    | 2008                                                             |
| 0      | Cleveland Browns                           | 0  | 0 | —     | —                                                                |
| 0      | Detroit Lions                              | 0  | 0 | —     | —                                                                |
| 0      | Jacksonville Jaguars                       | 0  | 0 | —     | —                                                                |
| 0      | Houston Texans                             | 0  | 0 | —     | —                                                                |

A Colts az egyetlen csapat, amely az AFL-NFL egyesülése előtt az NFL oldalán játszott Super Bowlt, majd 1970-ben az AFC-be ment. Az egyesülés előtti NFL két csapata, a Steelers és a Browns nem játszott Super Bowlt, mielőtt az egyesülést követően az AFC-be mentek.